# Kosei Inoue
Kosei Inoue –en japonés, 井上 康生– (Miyakonojō, 15 de mayo de 1978) es un deportista japonés que compitió en judo.
Participó en dos Juegos Olímpicos de Verano en los años 2000 y 2004, obteniendo una medalla de oro en la edición de Sídney 2000 en la categoría de –100 kg. En los Juegos Asiáticos consiguió dos medallas de oro en los años 1998 y 2002.
Ganó tres medallas de oro en el Campeonato Mundial de Judo entre los años 1999 y 2003.

## Palmarés internacional
| Juegos Olímpicos   | Juegos Olímpicos         | Juegos Olímpicos | Juegos Olímpicos |
| Año                | Lugar                    | Medalla          | Categoría        |
| ------------------ | ------------------------ | ---------------- | ---------------- |
| 2000               | Sídney (Australia)       | Medalla de oro   | –100 kg          |
| Campeonato Mundial |                          |                  |                  |
| Año                | Lugar                    | Medalla          | Categoría        |
| 1999               | Birmingham (Reino Unido) | Medalla de oro   | –100 kg          |
| 2001               | Múnich (Alemania)        | Medalla de oro   | –100 kg          |
| 2003               | Osaka (Japón)            | Medalla de oro   | –100 kg          |
| Juegos Asiáticos   |                          |                  |                  |
| Año                | Lugar                    | Medalla          | Categoría        |
| 1998               | Bangkok (Tailandia)      | Medalla de oro   | –100 kg          |
| 2002               | Busan (Corea del Sur)    | Medalla de oro   | Abierta          |